# Alfred Fischer (Architekt, 1881)
Alfred Fischer, auch oft Alfred Fischer-Essen, (* 29. August 1881 in Stuttgart; † 10. April 1950 in Murnau am Staffelsee) war ein deutscher Architekt und Hochschullehrer.

## Leben
Alfred Fischer studierte von 1900 bis 1904 an der Technischen Hochschule Stuttgart Architektur, u. a. bei Theodor Fischer (mit dem er nicht verwandt war). Während seines Studiums wurde er 1900 Mitglied der Stuttgarter Sängerschaft Schwaben. 1904 legte er das 1. Staatsexamen ab und arbeitete 1905/1906 als Assistent von Stadtbaurat Ludwig Hoffmann in Berlin und von 1906 bis 1908 bei Paul Schultze-Naumburg. 1909 wurde er Lehrer an der Kunstgewerbeschule Düsseldorf unter Wilhelm Kreis. Im März 1910 wurde er in der Freimaurerloge Zu den 3 Cedern in Stuttgart zum Freimaurer aufgenommen. Von 1911 bis 1933 leitete er die Handwerker- und Kunstgewerbeschule in Essen, die ab 1928 als „Folkwangschule“ bekannt wurde. 1921 wurde ihm der Professoren-Titel zuerkannt, 1929 verlieh ihm die Technische Hochschule Hannover die Ehrendoktorwürde (als Dr.-Ing. E. h.).
Fischer war Mitglied im Bund Deutscher Architekten (BDA) und Vorstandsmitglied im Deutschen Werkbund (DWB). Er beteiligte sich mit dem Speisezimmer, Haus Heinersdorf und Essener Haus – Zweifamilienwohnhaus im Neuen Niederheinischen Dorf 1914 an der Kölner Werkbundausstellung. Neben seiner Lehrtätigkeit arbeitete er freiberuflich als Architekt, einige Jahre auch in Gemeinschaft mit dem Architekten Richard Speidel. Von 1920 bis 1924 war der später in Stuttgart erfolgreiche Architekt Ludwig Eisenlohr junior Mitarbeiter in Fischers Büro.
Nach dem Machtwechsel an die Nationalsozialisten 1933 hatte Fischer als Verfechter moderner Architektur (vgl. Neue Sachlichkeit, Neues Bauen, Bauhaus) und moderner Ausbildungskonzepte an seiner Schule zunehmend Schwierigkeiten, er wurde zunächst beurlaubt und bald schon in den vorzeitigen Ruhestand versetzt. Fischer verließ Essen und siedelte nach Murnau in Oberbayern über, er scheint seinen Beruf dort nur noch in geringem Umfang ausgeübt zu haben. Im Jahre 1940 starb sein 1910 geborener Sohn Heinz, der ebenfalls Architekt war. Fischers einzige umfangreichere Publikation, sein Buch „Wohnhausform“, erschien kurze Zeit vor seinem Tod im April 1950.
Gerade das Ruhrgebiet verdankt Alfred Fischer zahlreiche Bauten, die wichtige Zeugnisse der regionalen Architekturgeschichte und anerkannte Bestandteile des industriekulturellen Erbes sind.
Die Namensnennung „Alfred Fischer-Essen“ beruht auf der Unterscheidung zu dem zu gleicher Zeit in Karlsruhe tätigen Architekten Alfred Fischer.
In Gelsenkirchen wurde 2013 der neu entstandene „Alfred-Fischer-Platz“ vor dem Hans-Sachs-Haus nach ihm benannt. In Hamm-Heessen wurde die von Fischer entworfene ehemalige Maschinenhalle der Zeche Sachsen nach dem Umbau zur Veranstaltungshalle offiziell „Alfred-Fischer-Halle“ getauft.

## Werk

### Bauten und Entwürfe

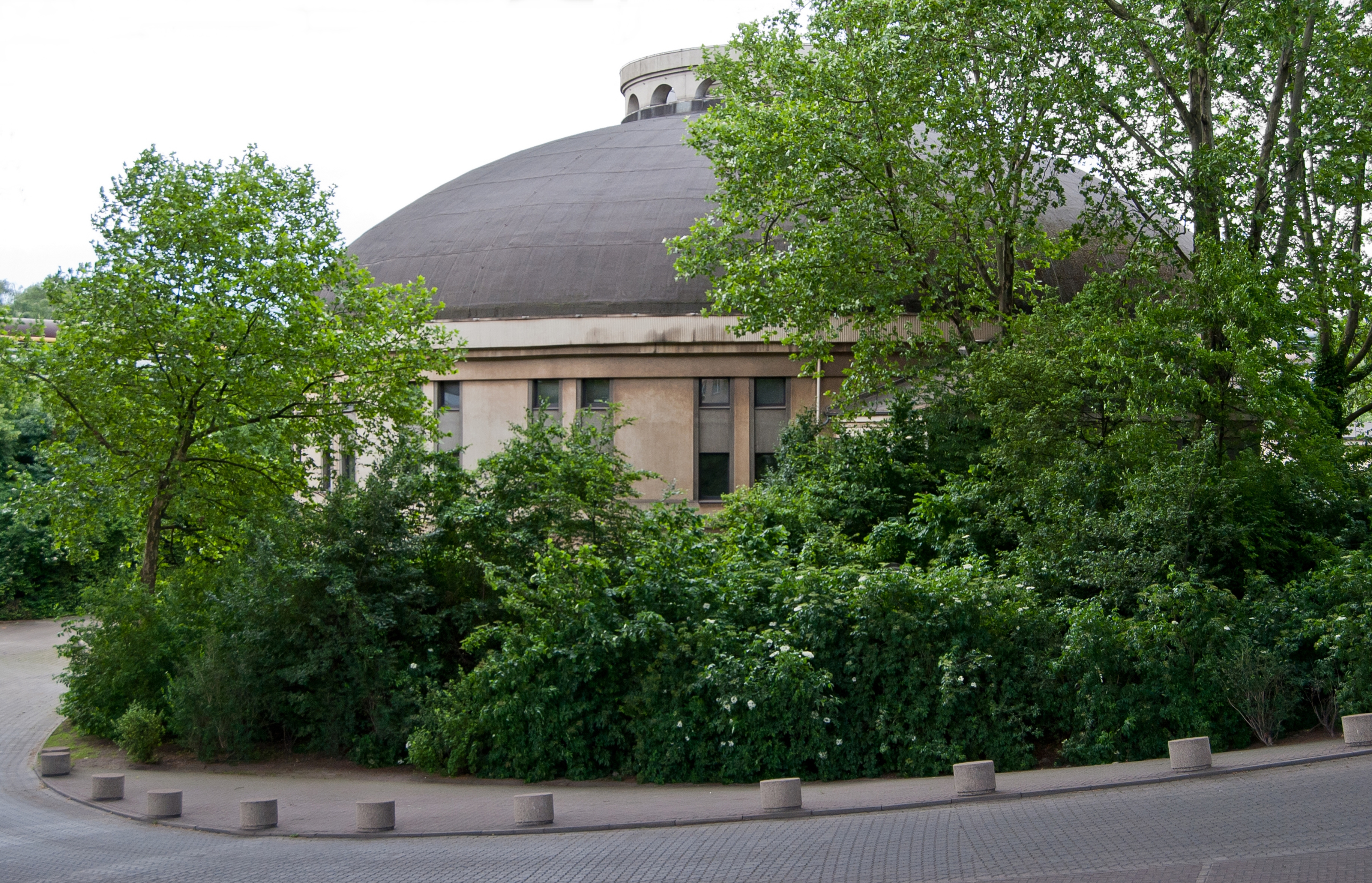
Pumpwerk Alte Emscher

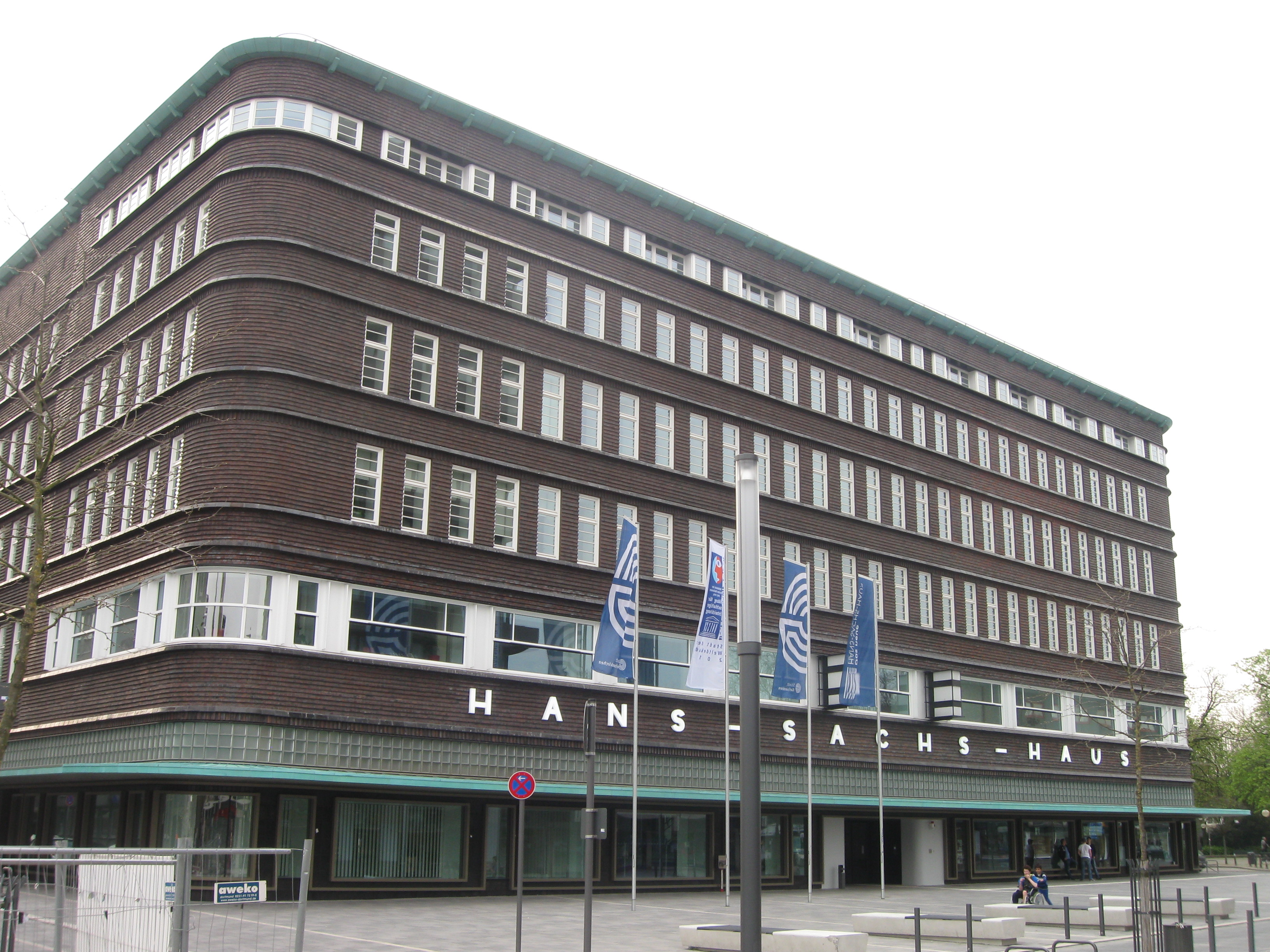
Hans-Sachs-Haus in Gelsenkirchen

- 1910: Wettbewerbsentwurf für ein Bismarck-Nationaldenkmal auf der Elisenhöhe bei Bingerbrück (unter Mitarbeit des Bildhauers Walther Kniebe; prämiert mit einem von zwei 2. Preisen)[4]
- 1912–1913: Aussichts- und Wasserturm der Zeche Mont Cenis in Herne-Sodingen, im Volkspark
- 1913: Betriebsgebäude für den Schacht Emil der Zeche Königin Elisabeth in Essen-Frillendorf, Elisabethstraße
- 1912–1914: Schachtanlage der Zeche Sachsen I/II in Hamm-Heessen, Sachsenweg (1922–1925 durch weitere Bauten von Fischer ergänzt; nur Maschinenhalle erhalten)
- 1913: sog. „Vaterländisches Denkmal“ in Essen-Bredeney, ursprünglich im Gemeindewald westlich oberhalb der Bredeneyer Straße, heute Bredeneyer Straße / Prinz-Adolf-Straße
- 1913–1914: Elektrizitätswerk „Vorgebirgszentrale“, seit 1917 „Goldenberg-Werk“ bzw. „Kraftwerk Goldenberg“, für die Rheinisch-Westfälische Elektrizitätswerke AG (RWE) in Hürth-Knapsack
- 1914: Pumpwerk Alte Emscher der Emschergenossenschaft in (Duisburg-)Hamborn-Beeck, Alsumer Straße
- vor 1921: Wohnungskolonie Zeche Sachsen in Hamm[5]
- 1919–1920: Volkshaus Rotthausen in Gelsenkirchen-Rotthausen, Grüner Weg 3
- 1920–1922: Hochdruck-Kesselhaus der Zeche Victor III/IV in (Castrop-)Rauxel
- 1922–1923: Wohnhaus für Wilhelm Kern (Direktor der Bauunternehmung Hochtief AG) in Essen-Bredeney, Hohe Buchen 12
- 1922–1923: eigenes Wohnhaus in Essen-Bredeney, Hohe Buchen 5
- 1923–1925: Verwaltungsgebäude der AG für Hüttenbetrieb (Teil des Thyssen-Konzerns) in Duisburg-Meiderich (Obermeiderich), Emscherstraße 57
- 1924–1925: Katholische Kirche St. Antonius in Castrop-Rauxel-Ickern, Ickerner Straße 66[6]
- 1924–1927: „Hans-Sachs-Haus“ (Büro- und Geschäftshaus mit Konzertsaal und Hotel) in Gelsenkirchen, Ebertstraße / Munckelstraße / Vattmannstraße[7]
- 1924–1929: Förderturm für Schacht IV der Zeche Königsborn III/IV in Altenbögge (heute Bönen)
- 1926–1927: Wohnhaus für Lilli Sachsse in Essen-Bredeney, Walter-Sachsse-Weg 8[8]
- zwischen 1927 und 1929: Pumpwerk Schmidthorst der Emschergenossenschaft in (Duisburg-)Hamborn-Schmidthorst
- 1927: Pumpwerk Schwelgern der Emschergenossenschaft in (Duisburg-)Hamborn-Schwelgern, Neue Schwelgernstraße 135
- 1927–1928: Wohnhaus für Karl Imhoff (Geschäftsführer des Ruhrverbands) im Moltkeviertel in Essen, Robert-Schmidt-Straße 8
- 1928: Wohnhaus für Richard Hessberg in Essen-Bredeney, Stocksiepen 12 (abgerissen 2015)[9]
- 1929: Verwaltungsgebäude für den Siedlungsverband Ruhrkohlenbezirk (heute: Regionalverband Ruhr) in Essen, Kronprinzenstraße 35[10]
- 1929–1930 (1931?): Lyzeum (heute: Gymnasium an der Grashofstraße) in Essen-Bredeney, Grashofstraße 55/57 (bis 1932 ergänzt um das Direktorwohnhaus Grashofstraße 59)
- 1932: Reitsporthalle in Essen-Stadtwald, Wittenbergstraße
- 1932: Wohnhaus am Bodensee
- 1935: eigenes Wohnhaus bei Murnau

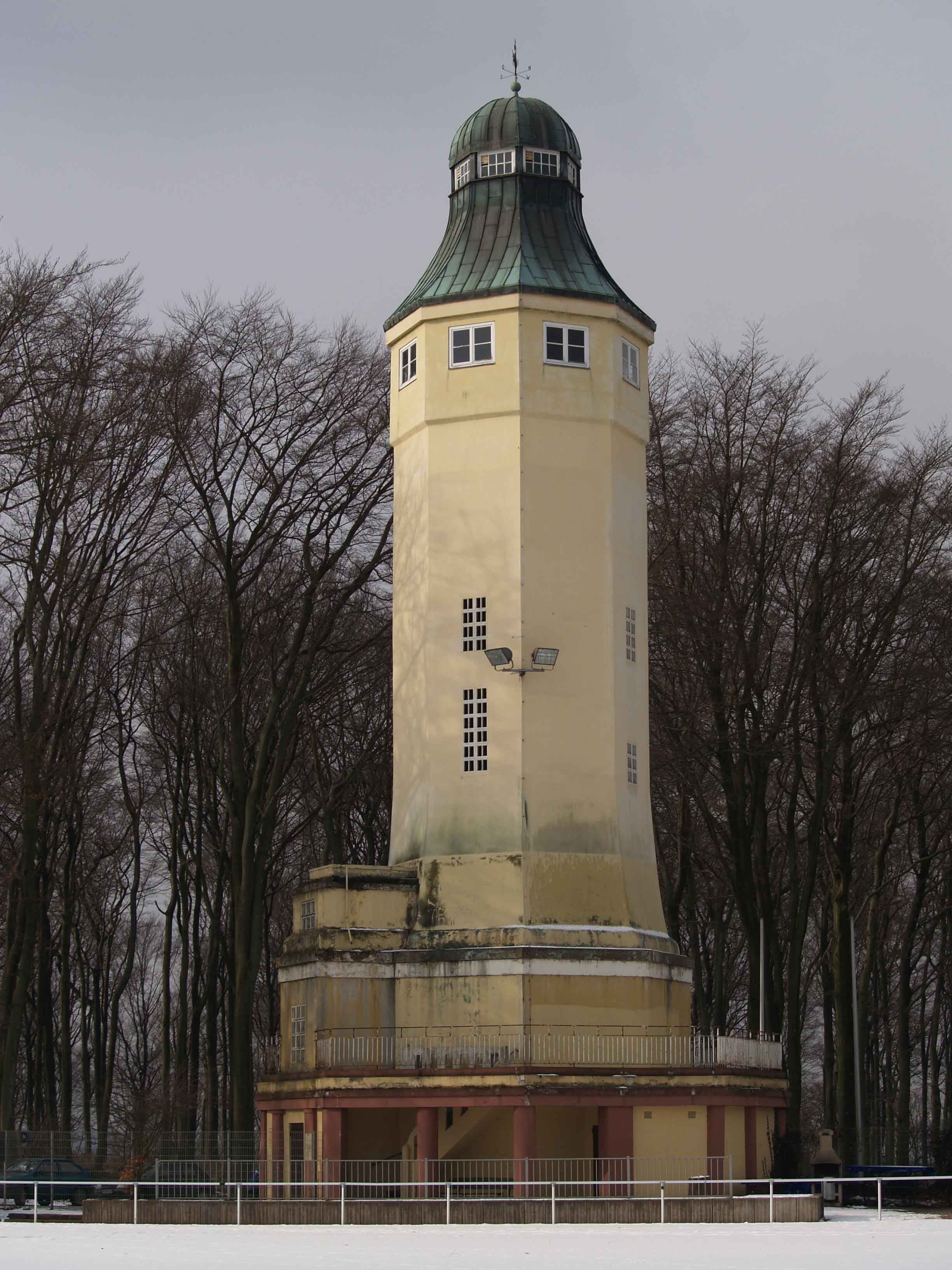
Aussichts- und Wasserturm der Zeche Mont Cenis in Herne-Sodingen
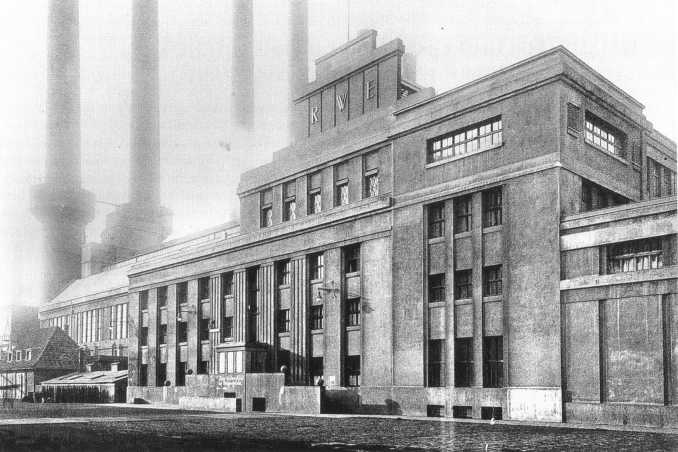
Kraftwerk Goldenberg-Werk in Knapsack
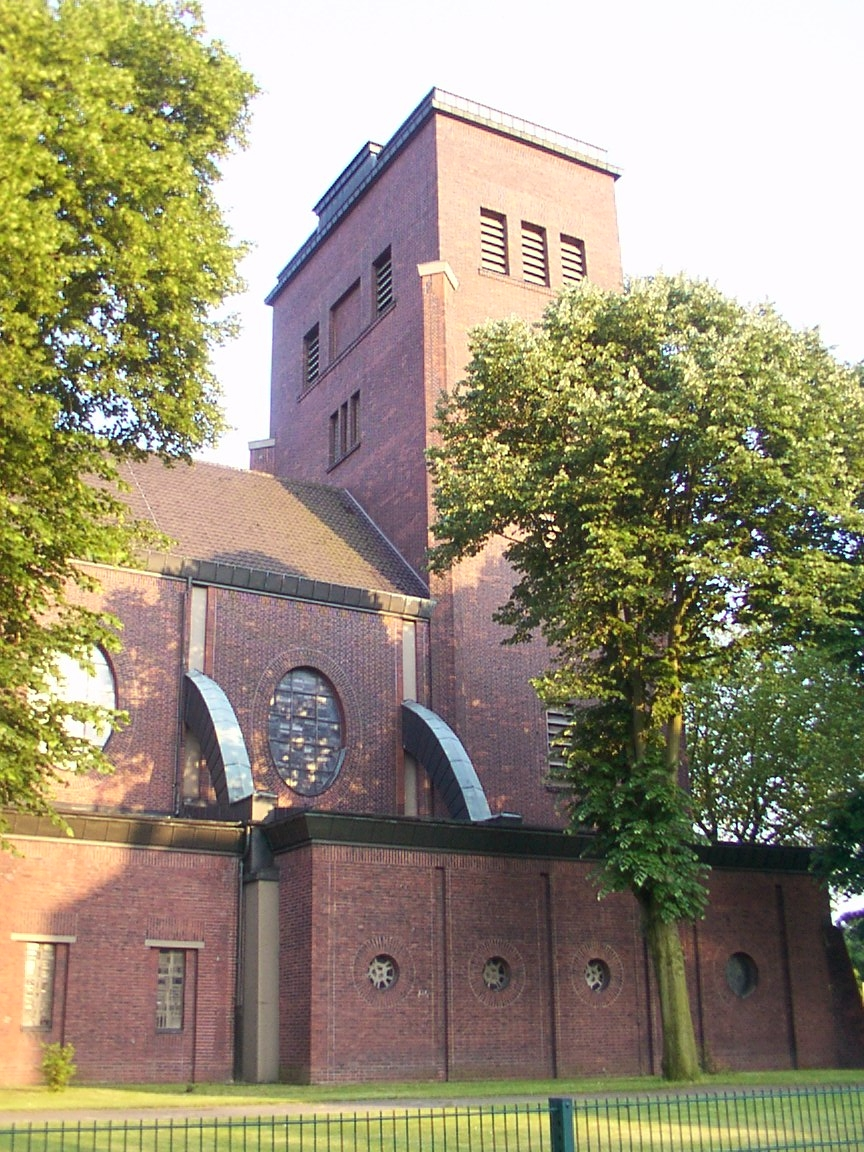
Pfarrkirche St. Antonius in Ickern
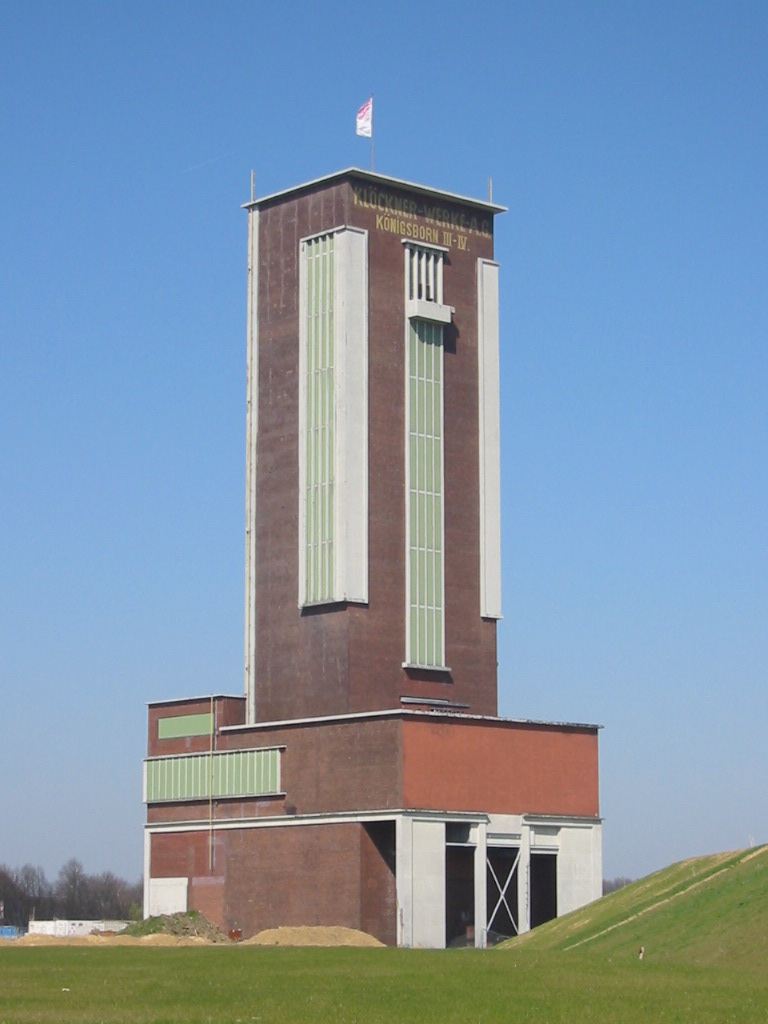
Förderturm der Zeche Königsborn in Bönen-Altenbögge
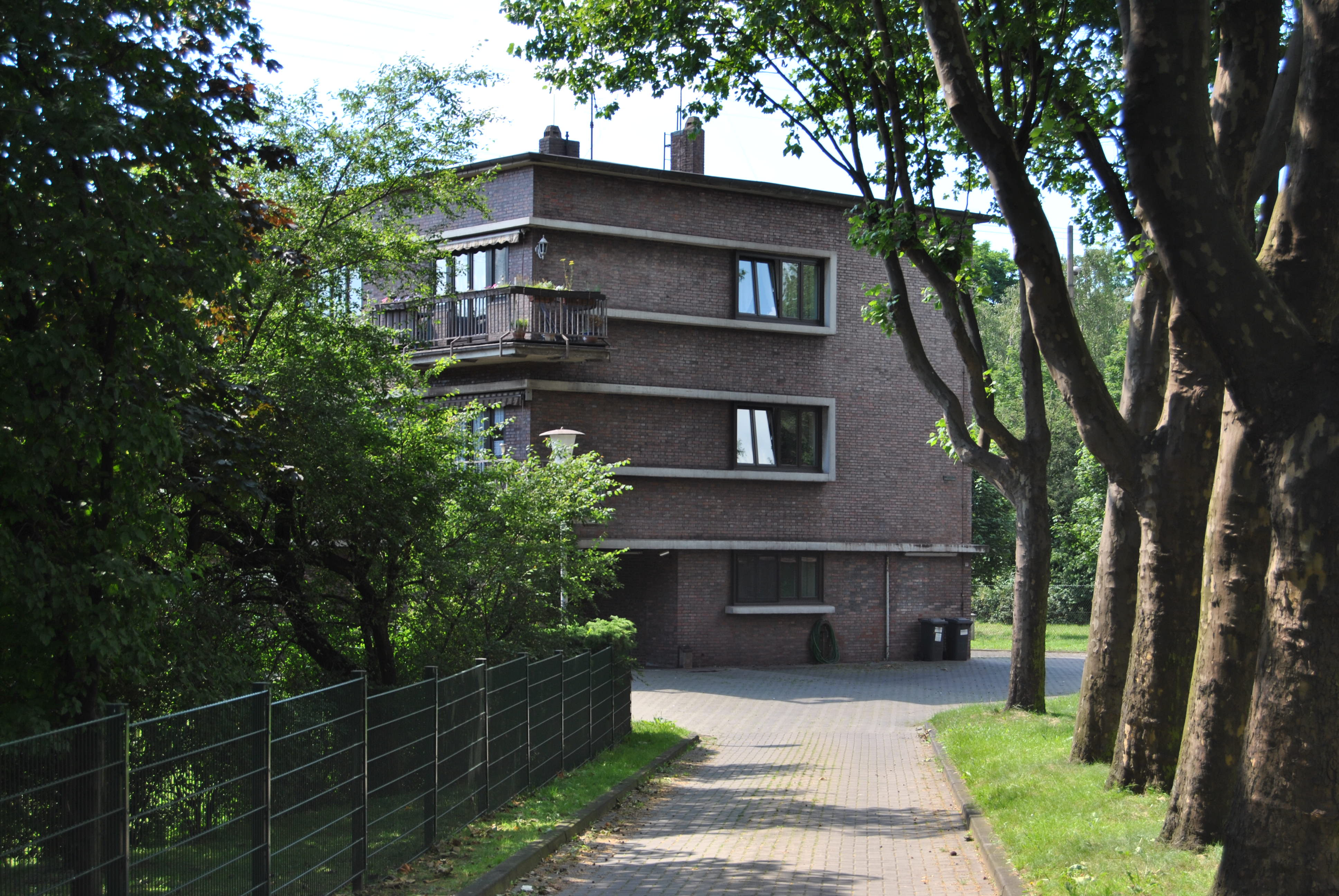
Pumpwerk Schwelgern in Duisburg
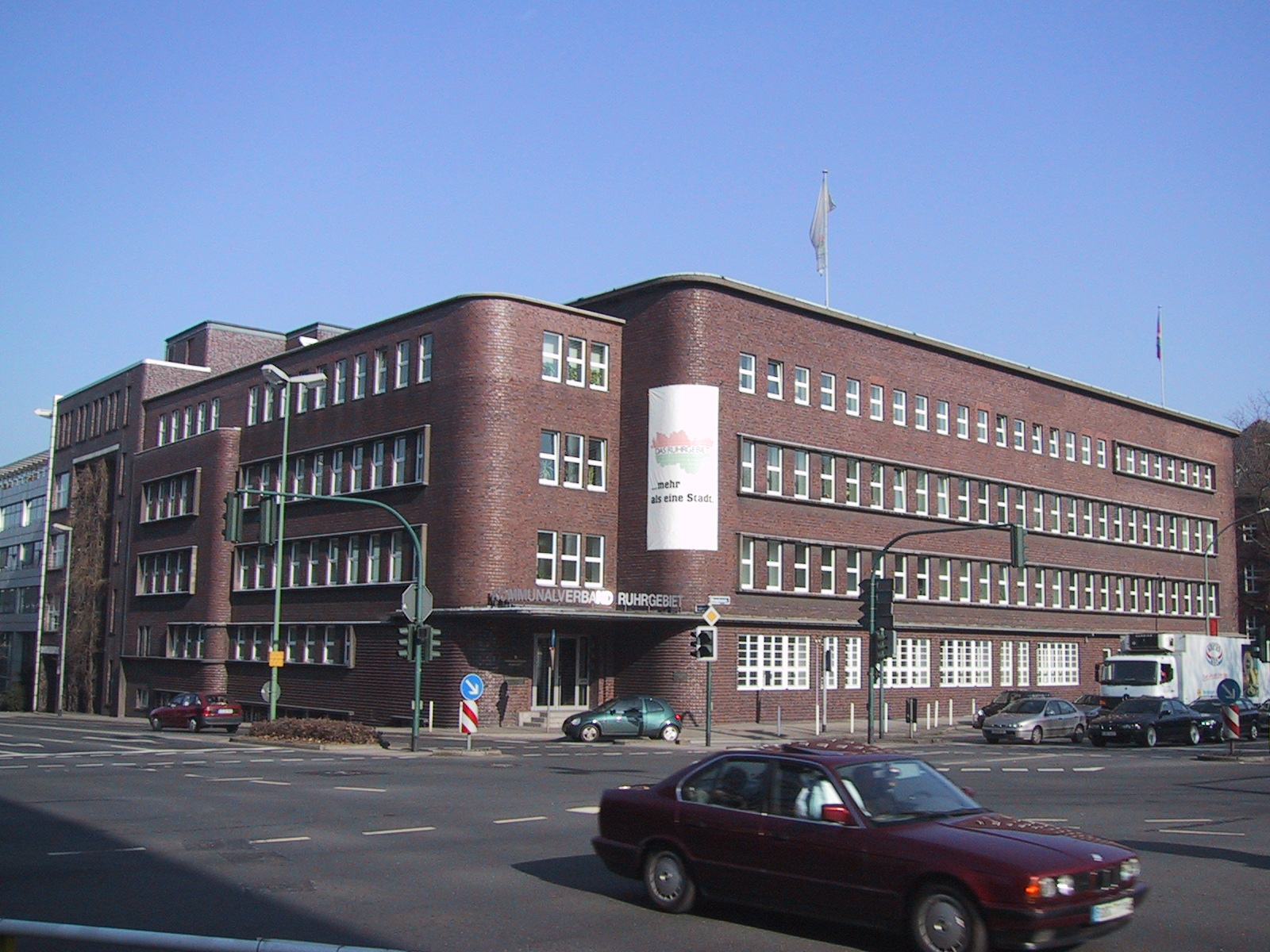
Verwaltungsgebäude des heutigen Regionalverbands Ruhr in Essen

### Schriften
- Wohnhausform. Wege zur Gestaltung. Otto Maier Verlag, Ravensburg 1950.